# Taugl (Hintersee)
Der Taugl oder auch Tauglbach entspringt als Lämmerbach nahe dem Gruber- und Gennerhorn (Osterhorngruppe) auf einer Seehöhe von ca. 1700 Metern. Er fließt von Süd nach Nord zum Hintersee, wo er in diesen einmündet.
Beim Hinterseer Ortsteil Unterzagl mündet der Schafbach ein, der vom Faistenauer Schafberg kommt, bei Hintersee der Ladenbach vom Sattelköpfel (1478 m ü. A., Hanslkirche) beim Schmittenstein.
Er erreicht eine Länge von ca. 10 km, von diesen sind 8 km Schlucht. Er wird daher als gefährliches Wildwasser eingestuft. Durch die Naturbelassenheit des Gewässers hat es Güteklasse I.